# Élections législatives de 1978 dans les Pyrénées-Atlantiques
Les élections législatives françaises de 1978 se déroulent les 12 et 19 mars 1978. Dans le département des Pyrénées-Atlantiques, quatre députés sont à élire dans le cadre de quatre circonscriptions.

## Élus
| Circonscription | Député sortant   | Parti | Parti | Député élu ou réélu | Parti | Parti |
| --------------- | ---------------- | ----- | ----- | ------------------- | ----- | ----- |
| 1re             | André Labarrère  |       | PS    | André Labarrère     |       | PS    |
| 2e              | Maurice Plantier |       | RPR   | Maurice Plantier    |       | RPR   |
| 3e              | Michel Inchauspé |       | RPR   | Michel Inchauspé    |       | RPR   |
| 4e              | Bernard Marie    |       | RPR   | Bernard Marie       |       | RPR   |

## Résultats

### Résultats à l'échelle du département
| Parti          | Parti                              | Premier tour | Premier tour | Second tour | Second tour | Sièges |
| Parti          | Parti                              | Voix         | %            | Voix        | %           | Sièges |
| -------------- | ---------------------------------- | ------------ | ------------ | ----------- | ----------- | ------ |
|                | Rassemblement pour la République   | 123 340      | 39,51        | 121 583     | 53,89       | 3      |
|                | Union pour la démocratie française | 35 947       | 11,51        | Retrait     | Retrait     | 0      |
|                | Majorité présidentielle            | 159 287      | 51,02        | 121 583     | 53,89       | 3      |
|                |                                    |              |              |             |             |        |
|                | Parti socialiste                   | 89 954       | 28,81        | 104 044     | 46,11       | 1      |
|                | Parti communiste français          | 40 879       | 13,09        | Retrait     | Retrait     | 0      |
|                | Mouvement des radicaux de gauche   | 1 632        | 0,52         |             |             | 0      |
|                | Union de la gauche                 | 132 465      | 42,43        | 104 044     | 46,11       | 1      |
|                |                                    |              |              |             |             |        |
|                | Extrême gauche                     | 5 027        | 1,61         |             |             | 0      |
|                | Régionaliste                       | 4 924        | 1,58         | 0           |             |        |
|                | Écologie 78                        | 7 472        | 2,39         | 0           |             |        |
|                | Front national                     | 1 682        | 0,54         | 0           |             |        |
|                | Divers                             | 1 341        | 0,43         | 0           |             |        |
|                |                                    |              |              |             |             |        |
| Inscrits       | Inscrits                           | 375 538      | 100,00       | 263 192     | 100,00      | 4      |
| Abstentions    | Abstentions                        | 57 942       | 15,43        | 33 604      | 12,77       |        |
| Votants        | Votants                            | 317 596      | 84,57        | 229 588     | 87,23       |        |
| Blancs et nuls | Blancs et nuls                     | 5 398        | 1,7          | 3 961       | 1,73        |        |
| Exprimés       | Exprimés                           | 312 198      | 98,3         | 225 627     | 98,27       |        |

### Résultats par circonscription

#### Première circonscription (Pau)
| Candidat       | Candidat                      | Parti          | Premier tour | Premier tour | Second tour | Second tour |  |
| Candidat       | Candidat                      | Parti          | Voix         | %            | Voix        | %           |  |
| -------------- | ----------------------------- | -------------- | ------------ | ------------ | ----------- | ----------- |  |
|                | André Labarrère sortant réélu | PS             | 38 617       | 37,59        | 53 433      | 50,04       |  |
|                | Jean Gougy                    | RPR            | 25 388       | 24,72        | 53 348      | 49,96       |  |
|                | François Bayrou               | UDF (CDS)      | 20 914       | 20,36        | Retrait     | Retrait     |  |
|                | Bertrand Ferrer               | PCF            | 10 445       | 10,17        |             |             |  |
|                | Joël Tanguy Le Gac            | Écologie 78    | 4 467        | 4,35         |             |             |  |
|                | Eliane Cariou                 | Divers         | 1 341        | 1,31         |             |             |  |
|                | Jean-Pierre Courtois          | LO             | 783          | 0,76         |             |             |  |
|                | Monique Duthu                 | LCR (CCA)      | 390          | 0,39         |             |             |  |
|                | Alain Bérit-Debat             | UOPDP          | 370          | 0,36         |             |             |  |
|                |                               |                |              |              |             |             |  |
| Inscrits       | Inscrits                      | Inscrits       | 123 432      | 100,00       | 123 356     | 100,00      |  |
| Abstentions    | Abstentions                   | Abstentions    | 18 985       | 15,38        | 14 918      | 12,09       |  |
| Votants        | Votants                       | Votants        | 104 447      | 84,62        | 108 438     | 87,91       |  |
| Blancs et nuls | Blancs et nuls                | Blancs et nuls | 1 732        | 1,66         | 1 657       | 1,53        |  |
| Exprimés       | Exprimés                      | Exprimés       | 102 715      | 98,34        | 106 781     | 98,47       |  |

#### Deuxième circonscription (Oloron-Sainte-Marie)
| Candidat       | Candidat                       | Parti          | Premier tour | Premier tour | Second tour | Second tour |  |
| Candidat       | Candidat                       | Parti          | Voix         | %            | Voix        | %           |  |
| -------------- | ------------------------------ | -------------- | ------------ | ------------ | ----------- | ----------- |  |
|                | Maurice Plantier sortant réélu | RPR            | 28 736       | 39,71        | 38 234      | 50,74       |  |
|                | Henri Prat                     | PS             | 19 901       | 27,5         | 37 125      | 49,26       |  |
|                | Michel Martin                  | PCF            | 12 319       | 17,02        | Retrait     | Retrait     |  |
|                | Marie-Louise Prigent           | UDF (PR)       | 5 813        | 8,03         |             |             |  |
|                | Michel Rodes                   | Écologie 78    | 3 005        | 4,15         |             |             |  |
|                | Éric Gildard                   | MRG            | 1 632        | 2,26         |             |             |  |
|                | Georges Lorente                | LO             | 581          | 0,8          |             |             |  |
|                | Marie-Louise Lacoste           | LCR            | 373          | 0,52         |             |             |  |
|                |                                |                |              |              |             |             |  |
| Inscrits       | Inscrits                       | Inscrits       | 86 086       | 100,00       | 86 073      | 100,00      |  |
| Abstentions    | Abstentions                    | Abstentions    | 12 521       | 14,54        | 9 594       | 11,15       |  |
| Votants        | Votants                        | Votants        | 73 565       | 85,46        | 76 479      | 88,85       |  |
| Blancs et nuls | Blancs et nuls                 | Blancs et nuls | 1 205        | 1,64         | 1 120       | 1,46        |  |
| Exprimés       | Exprimés                       | Exprimés       | 72 360       | 98,36        | 75 359      | 98,54       |  |

#### Troisième circonscription (Mauléon-Licharre)
| Candidat       | Candidat                       | Parti          | Premier tour | Premier tour | Second tour | Second tour |  |
| Candidat       | Candidat                       | Parti          | Voix         | %            | Voix        | %           |  |
| -------------- | ------------------------------ | -------------- | ------------ | ------------ | ----------- | ----------- |  |
|                | Michel Inchauspé sortant réélu | RPR            | 21 593       | 48,34        | 30 001      | 68,99       |  |
|                | Pierre Létamendia              | UDF (CDS)      | 9 220        | 20,64        | Retrait     | Retrait     |  |
|                | François Maïtia                | PS             | 7 896        | 17,68        | 13 486      | 31,01       |  |
|                | Louis Labadot                  | PCF            | 3 170        | 7,1          |             |             |  |
|                | Frédéric-Baptiste Larçabal     | Régionaliste   | 2 130        | 4,77         |             |             |  |
|                | Nelly Malaty                   | LO             | 662          | 1,48         |             |             |  |
|                |                                |                |              |              |             |             |  |
| Inscrits       | Inscrits                       | Inscrits       | 53 778       | 100,00       | 53 763      | 100,00      |  |
| Abstentions    | Abstentions                    | Abstentions    | 8 400        | 15,62        | 9 092       | 16,91       |  |
| Votants        | Votants                        | Votants        | 45 378       | 84,38        | 44 671      | 83,09       |  |
| Blancs et nuls | Blancs et nuls                 | Blancs et nuls | 707          | 1,56         | 1 184       | 2,65        |  |
| Exprimés       | Exprimés                       | Exprimés       | 44 671       | 98,44        | 43 487      | 97,35       |  |

#### Quatrième circonscription (Bayonne)
|                | Bernard Marie sortant réélu | RPR            | 47 623  | 51,51  |  |  |  |
|                | Jean-Pierre Destrade        | PS             | 23 540  | 25,46  |  |  |  |
|                | Henri Lagarde               | PCF            | 14 945  | 16,17  |  |  |  |
|                | Jean Goyhenetche            | Régionaliste   | 2 794   | 3,02   |  |  |  |
|                | Michel Prévost              | FN             | 1 682   | 1,82   |  |  |  |
|                | Daniel Couret               | LO             | 1 050   | 1,14   |  |  |  |
|                | Françoise Castaignos        | LCR            | 411     | 0,44   |  |  |  |
|                | Maribel Ocana               | UOPDP          | 407     | 0,44   |  |  |  |
|                |                             |                |         |        |  |  |  |
| Inscrits       | Inscrits                    | Inscrits       | 112 242 | 100,00 |  |  |  |
| Abstentions    | Abstentions                 | Abstentions    | 18 036  | 16,07  |  |  |  |
| Votants        | Votants                     | Votants        | 94 206  | 83,93  |  |  |  |
| Blancs et nuls | Blancs et nuls              | Blancs et nuls | 1 754   | 1,86   |  |  |  |
| Exprimés       | Exprimés                    | Exprimés       | 92 452  | 98,14  |  |  |  |